# 野田市立七光台小学校
野田市立七光台小学校（のだしりつななこうだいしょうがっこう）は、千葉県野田市の北部地区にある公立小学校。通称は「七小」（ななしょう）。

## 概要
北部小、岩木小、川間小の3校より分離する形で、1985年に開校した。

### 学校教育目標
心豊かなたくましい児童の育成

### 校歌
- 作詞：宗谷真爾
- 作曲：山崎八郎

## 沿革
「沿革」（野田市立七光台小学校公式ホームページ）を参照
- 1985年4月1日 -北部小・岩木小・川間小より分離して開校。
  - 4月5日 - 開校式。学級数19、児童数741名。
  - 9月1日 - 児童数増加により2学年1学級 増。計20学級
  - 10月28日 - 開校記念碑除幕式
  - 10月29日 - 開校記念式典
- 1987年4月5日 - 文部省・学校同和教育研究指定校（2年間）
- 1988年11月2日 - 文部省・野田市教育委員会指定・学級同和教育公開研究会
- 1990年12月23日 - TBSこども音楽コンクール東日本優秀演奏会 千葉県代表
- 1991年9月15日 - TBSこども音楽コンクール千葉県大会・重唱の部優良賞
- 1994年10月29日 - 創立10周年記念式典
- 2004年11月6日 - 創立20周年記念行事
- 2007年7月3日 - 交通安全こども自転車千葉県大会第4位
- 2008年7月15日 - 交通安全こども自転車千葉県大会準優勝
- 2009年7月7日 - 交通安全こども自転車千葉県大会第4位
- 2010年7月6日 - 交通安全こども自転車千葉県大会第4位
- 2011年7月6日 - 交通安全こども自転車千葉県大会第3位
- 2012年7月11日 - 交通安全こども自転車千葉県大会第4位
- 2013年7月2日 - 交通安全こども自転車千葉県大会第5位
- 2014年4月7日 - 特別支援学級「ひかり学級」開設
- 2018年4月 - 特別支援学級「こだま学級」開設

## 部活動
- 運動部[2]
- 音楽部[2]

## 卒業生
- 春風亭昇也 - 落語家[3]

## アクセス
- 東武鉄道野田線七光台駅より、徒歩20分[4]。
- まめバス③北ルート関宿（イオンタウン経由）・④新北ルート・⑤北ルート清水・⑦中ルート「イオンタウン」下車徒歩2分。「川間駅南口」より約10分。